# Scalenarthrus horni
Scalenarthrus horni är en skalbaggsart som beskrevs av Leconte 1880. Scalenarthrus horni ingår i släktet Scalenarthrus och familjen kortvingar. Inga underarter finns listade i Catalogue of Life.